# Smaragdglansgök

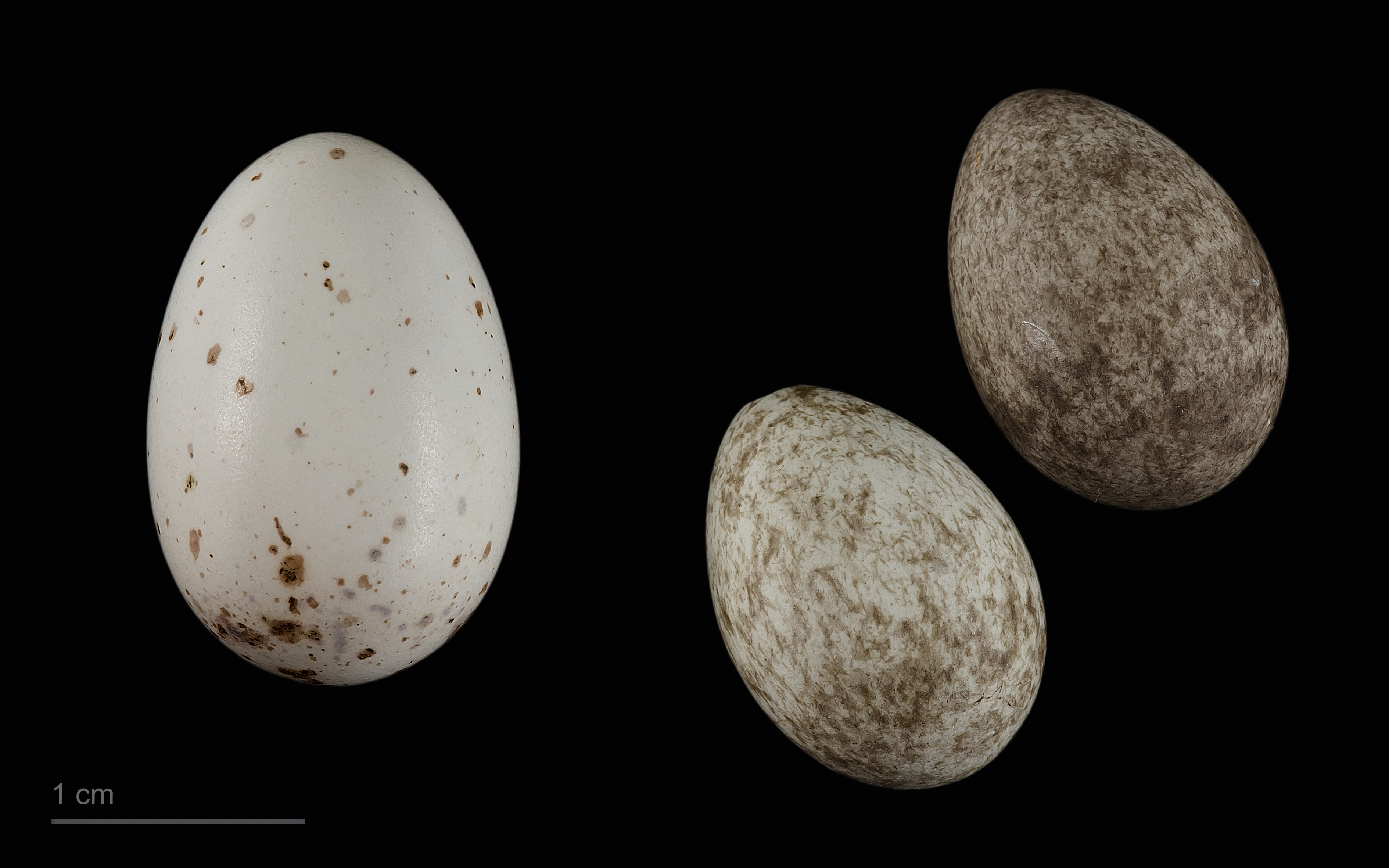
Chrysococcyx cupreus + Anabathmis newtonii

Smaragdglansgök (Chrysococcyx cupreus) är en fågel i familjen gökar inom ordningen gökfåglar.

## Utseende och läte
Smaragdglansgöken är en liten och slank gök. Hanen är mycket färgglad med smaragdgrön fjäderdräkt och gult på buken. Honan är mycket mer färglös och kraftigt tvärbandad, men antydan till grönt på den i övrigt rostfärgade ryggen. Den skiljs från andra små gröna gökar genom avsaknad av vitt ögonbrynsstreck eller vit strupe. Lätet är distinkt, återgivet som "pre-ty, geor-gio".

## Utbredning och systematik
Smaragdglansgök behandlas antingen som monotypisk eller delas in i tre underarter med följande utbredning:
- Chrysococcyx cupreus cupreus: förekommer i Afrika södra om Sahara
- Chrysococcyx cupreus intermedius: förekommer på Bioko (Guineabukten)
- Chrysococcyx cupreus insularum: förekommer på São Tomé, Príncipe och Pagalu (Guineabukten)

## Levnadssätt
Smaragdglansgöken hittas i fuktiga skogar, från havsnivån till rätt höga bergstrakter. Den lever i trädkronorna och för där en tillbakadragen tillvaro. Vanligtvis upptäcks den på lätet.

## Status och hot
Arten har ett stort utbredningsområde, men tros minska i antal, dock inte tillräckligt kraftigt för att den ska betraktas som hotad. Internationella naturvårdsunionen IUCN listar arten som livskraftig (LC).

## Namn
På svenska har arten tidigare kallats afrikansk smaragdgök.